# Pierre Frédéric Sarrus
Pierre Frédéric Sarrus (Saint-Affrique, 10 de março de 1798 – 20 de novembro de 1861) foi um matemático francês, membro da Académie des Sciences, em Paris (1842). Ele é autor de vários tratados, incluindo uma solução de equações numéricas com múltiplas incógnitas (1842); outra com múltiplas  integrais e suas condições integrantes; entre outras. Ele também descobriu uma regra mnemônica para solucionar o determinante de uma matriz 3x3, chamada Regra de Sarrus, o qual desempenha um método fácil para a resolução de uma matriz 3x3. Dado o determinante de ordem 3x3, veja como aplicar a Regra de Sarrus. 
Seja a matriz
{\displaystyle A={\begin{bmatrix}a&b&c\\d&e&f\\g&h&i\end{bmatrix}}}
Segundo a regra de Sarrus, calculamos a determinante desta forma:
{\displaystyle {\begin{matrix}a&b&c&a&b\\d&e&f&d&e\\g&h&i&g&h\\\end{matrix}}}
Escreve-se a matriz normalmente e repete-se ao fim as duas primeiras colunas. Para os primeiros três elementos, multiplique os elementos na primeira diagonal da esquerda para a direita (ex. a primeira diagonal conteria a, e, i). Para os três últimos elementos, multiplique os elementos na diagonal da direita para a esquerda e então os multiplique por -1 (ex. a última diagonal conteria b, d, i). O determinante seria definido pela soma destes produtos:

{\displaystyle |A|=aei+bfg+cdh-bdi-afh-ceg\,}

## Principais Obras
- Nouvelle Méthode pour la Résolution des Équations Numériques (1833) OCLC 698584358
- Méthode d' Élimination par le Plus Grand Commun Diviseur (1834) OCLC 698584363
- Entretiens par la Géométrie (1835)
- Memória (1842)
- Sur la Résolution des Équations Numériques à Une ou Plusieurs Inconnues et de Forme Quelconque (1845)
- Théorie des Différentielles Éxactes de Tous les Ordres (1849)
- Sur la Détermination de l' Orbite des Comètes (1849)
- Méthode Pour Trouver les Condictions d' Integrabilité d' Une Fonction Différentielle (1849)[2]